# Суза
Су́за (итал. Susa, лат. Segusium) — город в итальянской провинции Торино, в долине Валь-ди-Суза (предгорье Котских Альп), на границе с Францией напротив Бриансона. Античным авторам известна как Сегузий — галльское поселение и столица лигуров, добровольно подчинившихся римлянам при Августе. Из памятников тех времён можно видеть руины амфитеатра и арку Августа, воздвигнутую царём Коттием. В раннем Средневековье — центр маркграфства. Первые маркграфы Туринские имели своей резиденцией замок в Сузе. Романский собор Св. Юста воздвигнут в XI веке.
Покровительницей коммуны почитается Пресвятая Богородица, празднование 5 августа.

## Города-побратимы
- Паола (итал. Paola), Италия
- Бриансон (фр. Briançon), Франция